# Corpus Juris Canonici
Corpus Juris Canonici (lit. "Corpo de Leis Canónicas") é uma compilação de fontes relevantes de direito canónico da Igreja Católica que se aplicava às Igrejas do rito latino ou rito oriental e que entrou em vigor em 1582. Foi usado em tribunais eclesiásticos da Igreja e em tribunais de apelo na Cúria Romana. Foi substituído pelo Código de Direito Canónico de 1917, que entrou em vigor em 1918 e mais tarde pelo Código de Direito Canónico de 1983, ainda em vigor, a par do Código dos Cânones das Igrejas Orientais de 1990.
Incluía seis diferentes fontes: Decreto de Graciano, Decretais de Gregório IX, Liber Sextus de Bonifácio VIII, Compilações em honra do Papa Clemente V (Clementinae), Extravagantes de João XXII e Extravagantes Comuns. Ou seja, o Corpus foi a compilação e sistematização das diferentes fontes.